# Rațiune și simțire (film din 2008)
Rațiune și simțire (titlul original în limba engleză fiind Sense and Sensibility) este un serial de scurt metraj american, produs în anul 2008 în regia lui John Alexandeer. Filmul este inspirat din romanul cu același nume scris de Jane Austen, roman care, până în prezent, a fost ecranizat de 5 ori de BBC.

## Acțiune
Mr. Dashwood trăiește în confort în Sussex, împreună cu a doua sa soție și cele trei fiice Elinor, Marianne și Margaret. După moartea sa, din cauza bigamiei comise de Dashwood, toată averea o moștenește prima soție și fiul său John, care provine din prima căsătorie. Fanny, prima soție a lui, este o femeie lacomă și lipsită de inimă care le gonește de la conacul Norlanda pe a doua soție și fiicele ei. Fratele ei, Edward Ferrars, este prietenos și larg la inimă, cu totul altfel decât sora sa ajunsă bogată. El și Elinor Dashwood nutresc simțăminte de simpatie, care însă nu pot fi împărtășite.
Fiicele și mama lor Dashwood, din cauza problemelor financiare, se mută pe ferma (Cottage) lui Sir John Middleton, o rudenie din Devonshire. Ei sunt învitați la dineurile organizate de rudenia bogată. La aceste dineuri colonelul Brandon, un om bogat și onest, începe să-i facă cadouri fiicei mijlocii Marianne, care avea 16 ani. Această romanță este întreruptă prin apariția lui John Willoughby, un tânăr atrăgător. Marianne se îndrăgostește de John Willoughby, care însă, după ce a făcut o serie de promisiuni, se retrage după ce mătușa lui îl dezmoștenește.
Marianne suferă, ea fiind evitată de John Willoughby, care este logodit și are un copil. Mrs. Jennings cu fiicele locuiesc în lunile de iarnă la rudenii în Londra. Marianne ajunge subiect de bârfă prin scandalul cauzat de Willoughby, ea este salvată de la moarte de colonel, care este alături de ea și a avut un duel cu Willoughby. În final Edward, dezmoștenit și părăsit de logodnică, se căsătorește cu Elinor Dashwood, iar sora ei Marianne cu colonelul Brandon.

## Distribuție
- Hattie Morahan: Elinor Dashwood
- Charity Wakefield: Marianne Dashwood
- Dan Stevens: Edward Ferrars
- David Morrissey: Colonel Christopher Brandon
- Dominic Cooper: John Willoughby
- Janet McTeer: Mrs. Dashwood
- Lucy Boynton: Margaret Dashwood
- Mark Gatiss: John Dashwood
- Claire Skinner: Fanny Dashwood, geb. Ferrars
- Mark Williams: Sir John Middleton
- Linda Bassett: Mrs. Jennings
- Anna Madeley: Lucy Steele

## Ediții în limba română ale romanului
- Jane Austen, Rațiune și simțire, Editura Rao, București, 2002, ISBN 978-973-576-021-2
- Jane Austen, Rațiune și simțire, Editura Leda, București, 2004, ISBN 973-102-083-5
- Jane Austen, Rațiune și simțire, Editura Corint, București, 2005